# Alaner
Alaner var ett nomadfolk av indoiranskt ursprung. Namnet sattes på flera olika nomadiska stammar som bodde mellan Kaukasus, Kaspiska havet, Volga och Don vid början av vår tideräkning. 

## Historia
Alanernas härkomst är omstridd: skildringarna hos Ammianus Marcellinus (31:2) och Prokopios tyder på germanskt eller troligare iranskt ursprung; enligt andra tillhörde de, liksom hunnerna, den turanska folkgruppen. Språkresterna är mest egennamn, som inte liknar de germanska. Vissa forskare menar att de var sarmater. En tredje mening är att de var ett blandfolk. Alanerna var möjligen ett sarmatiskt ryttarfolk, som först blev känt vid Kaukasus, där Pompejus kämpade mot dem (63 f. Kr.). De gjorde under 200- och 300-talen ofta infall i Mindre Asien. De bredde sedan ut sig över sydliga Ryssland och delar av folket tvingades ansluta sig till hunnerna år 375. 
Alanerna omnämndes i grekiska, romerska och kinesiska källor under århundradet före Kristi födelse. Folket placerades då längs floden Don. De tidiga alanska statsbildningarna har kopplats till arkeologiska fynd i sarmatiskt material.
Enligt Herodotos var alanerna långa och blonda. De klippte, till skillnad från skyterna, sitt hår. Den judiske historikern Josefus (37–100) misstog alanerna för avkomlingar till samma skyter men skrev att de bodde nära Azovska sjön.
I kinesiska annaler omtalas alanerna såsom boende väster om hunnerna. 
Flavius Arrianus skrev om sina fälttåg mot alanerna under första århundradet i Kriget mot alanerna (Ektaxis kata Alanoon). Även om verket är en god källa till kunskap om romersk taktik, innehåller det mycket lite om alanerna.
Hunnernas invasion omkring år 370 splittrade alanerna. Liksom fallet var med goterna, kom en del av alanerna att uppgå i hunnernas rike. Andra flydde inåt Kaukasus, dels flydde de åt väster och söder in på romerska rikets område, där de spriddes ut mer än de flesta av folkvandringstidens folk. Ena gruppen flydde västerut och kom tillsammans med germanska stammar att invadera romerska Gallien. Tillsammans med Sveber och Vandaler gick alanerna 406–407 över Rhen till Gallien. En del av dem bosatte sig vid Loire. Alanerna i Gallien troddes stå i samförstånd med hunnerna, men deras konung Sangiban nödgades av Aëtius att med västgoter och romare strida mot Attila i slaget vid Katalauniska fälten år 451. 
Andra grupper av alaner gick över Pyrenéerna 409 med vandalerna och grundade ett rike i Lusitanien, det nuvarande Portugal. De besegrades där 417 av västgoterna under deras konung Vallia och sökte skydd genom att ansluta sig till vandalerna, med vilka de sedan sammansmälte. De västliga alanerna upphörde att existera som självständigt folk några årtionden in på 400-talet. En del bosatte sig på iberiska halvön, medan huvuddelen följde vandalerna till Nordafrika (429). När den alanske kungen Attaces dödades år 426 erbjöds den vandalske kungen Gunderik den alanska kronan, och senare vandalska kungar använde därefter titeln Rex Wandalorum et Alanorum (Vandalers och Alaners konung).
En kulturell lämning i spanskt område är de massiva hundar alanerna ska ha hållit sig med, avsedda för jakt och strid. En hundras kallad alano español finns fortfarande i Baskien.
En andra del av alanerna förefaller ha vandrat i nordvästlig riktning och sammansmält med slaver i nuvarande Polen. Bland deras ättlingar har serber och kroater och en del polacker utpekats men beläggen är osäkra.
I Kaukasusländerna omtalas alaner under Justinianus II och Leo Isauriern på 700-talet. Från 900-talet kallades dessa kaukasiska alaner âs, och de har ansetts vara förfäder till osseterna. Denna folkgrupp kom under 700-talet (alternativt runt år 1000) att skapa riket Alanien, norr om dagens Georgien. Riket fortlevde (införlivat i större riken) intill de mongoliska invasionerna på 1200-talet.

## Bilder

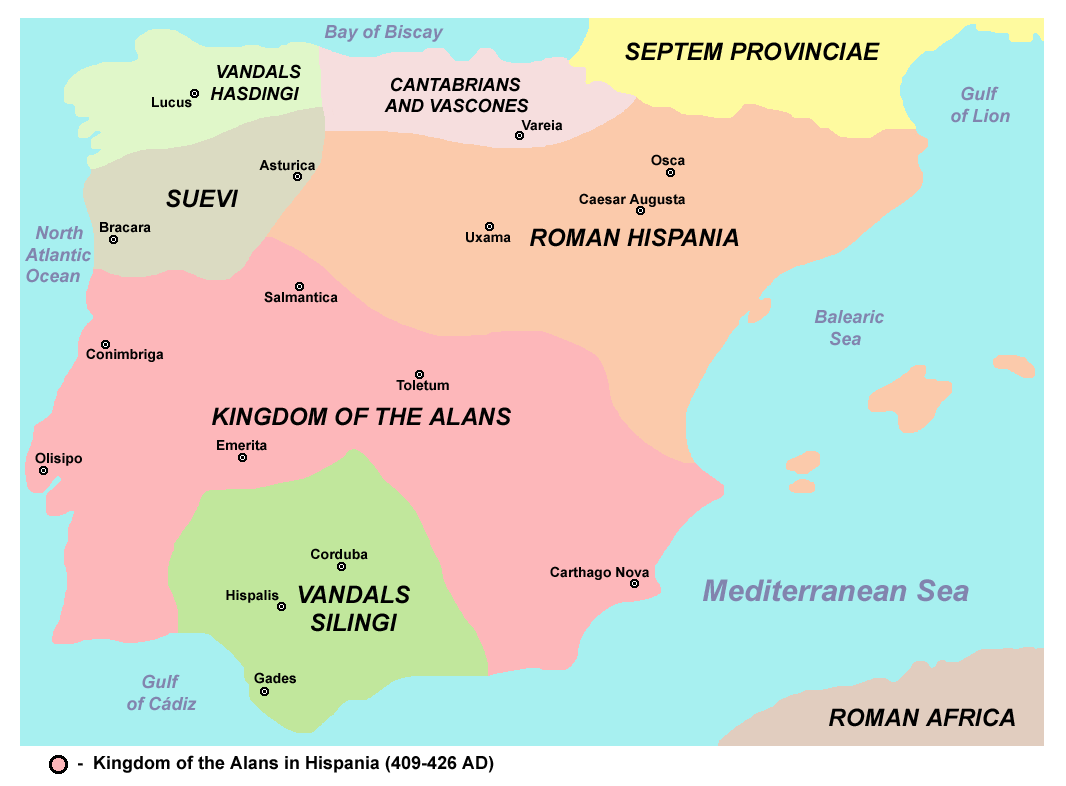
Det alaniska kungadömet på iberiska halvön.
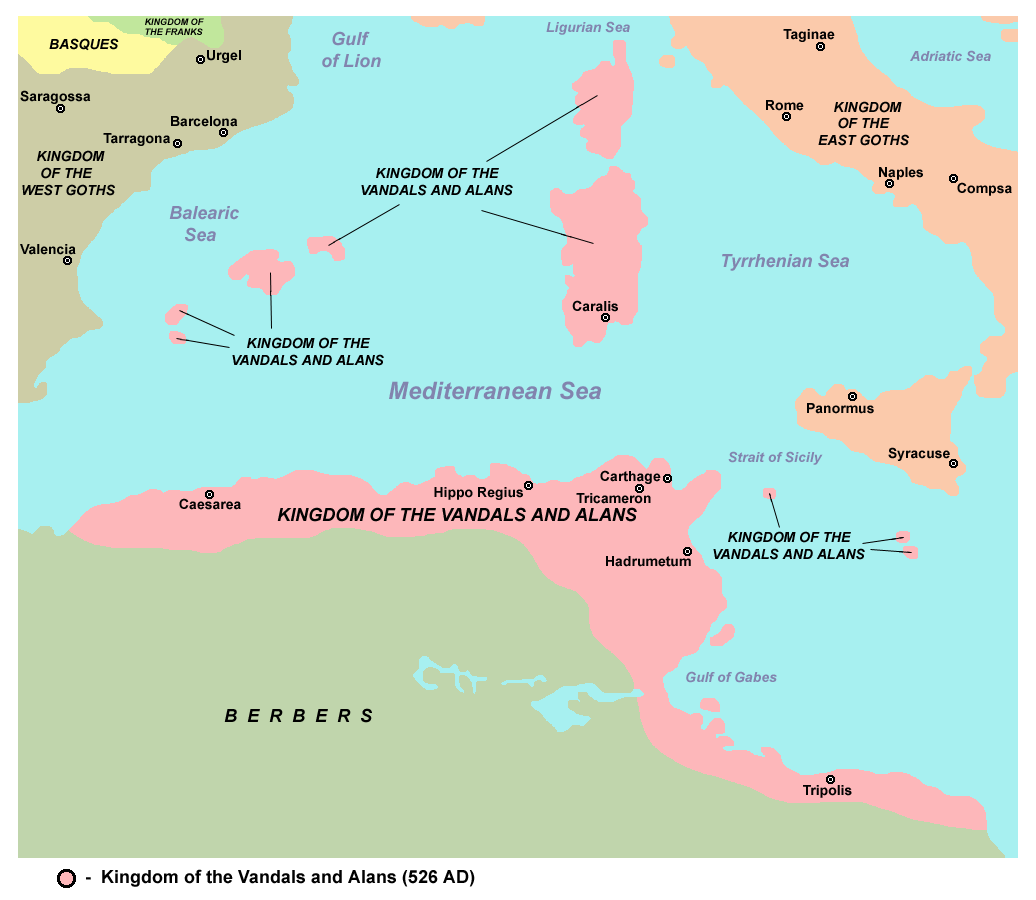
Det vandalisk-alanska kungadömet år 526.
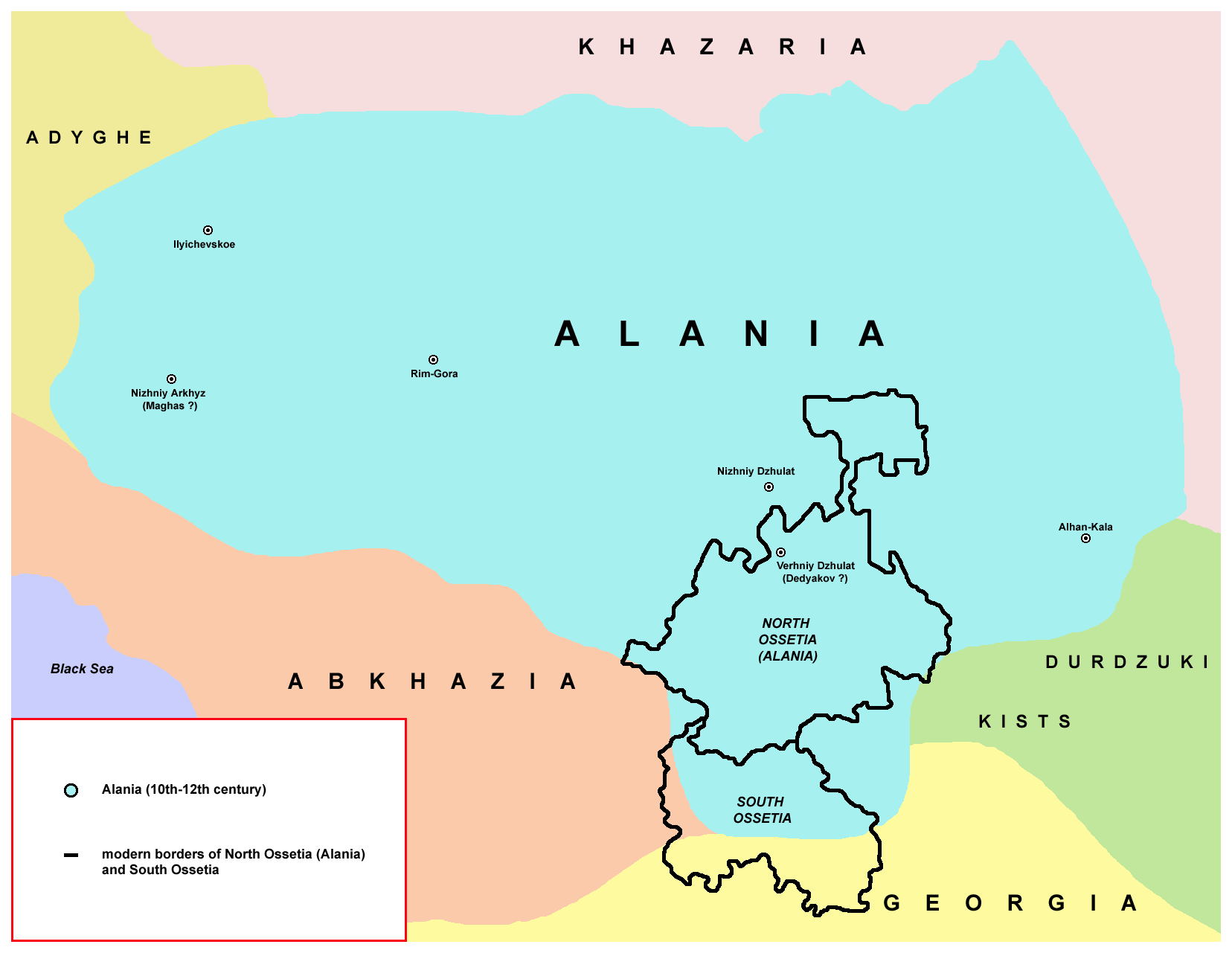
Riket Alanien i norra Kaukasien, runt år 1000.